# Amoreuxia wrightii
Amoreuxia wrightii är en tvåhjärtbladig växtart som beskrevs av Asa Gray. Amoreuxia wrightii ingår i släktet Amoreuxia och familjen Cochlospermaceae. Inga underarter finns listade i Catalogue of Life.